# Fehlercode
Ein Fehlercode wird von Computerprogrammen erzeugt, wenn das Programm oder ein Unterprogramm auf Grund einer Fehlermeldung abgebrochen werden muss. Er besteht in der Regel aus einer Zahl, kann aber ebenso aus einer Zeichenfolge bestehen. Entscheidendes Kriterium ist die Eindeutigkeit des Codes, um Verwechslungen auszuschließen.
Gut geschriebene Software fängt mögliche Fehler durch Plausibilitätsprüfungen ab, die beispielsweise prüfen, ob übergebene Parameter vollständig und vom richtigen Typ sind, ob bestimmte Befehle ausführbar sind, und ob der Rückgabewert der Funktion zulässig ist. Tritt ein Fehler auf, wird das auslösende Ereignis abgefangen, und die Funktion gibt statt eines Ergebnisses einen Fehler- oder Abbruchcode zurück, anhand dessen die Fehlerursache von den aufrufenden Instanzen identifiziert werden kann. Eine alternative Strategie zu Fehlercodes sind Ausnahmebehandlungen.

## Fehler im Internet
Der wohl bekannteste Abbruchcode ist der sogenannte 404-Error Toter Link im Internet. Dieser wird angezeigt, wenn eine Webseite nicht vorhanden oder nicht erreichbar ist. Häufig sind auch 403: „Fehlende Zugriffsberechtigung“ und 400: „Fehlerhafte Anfrage“.
Ein HTTP-Statuscode wird von einem Server auf jede HTTP-Anfrage als Antwort geliefert. Auf der anfragenden Seite steht dabei ein Client wie beispielsweise ein Webbrowser. Der Server teilt durch den HTTP-Statuscode dem Client mit, ob die Anfrage erfolgreich bearbeitet wurde. Im Fehlerfall gibt der Statuscode Auskunft darüber, wo (beispielsweise über einer Umleitung) bzw. wie (zum Beispiel mit Authentifizierung) er die gewünschten Informationen erhalten kann.

## Fehler im Betriebssystem
Bei Betriebssystemen sind es beispielsweise die beim Bluescreen bzw. der Kernel panic – dem unabwendbaren Systemabsturz – angegebenen typischen Errorcodes (stop error codes), die direkt vom Kernel geliefert werden und Rückschlüsse auf die Fehlerursache geben.

## Fehler bei Haushaltsgeräten
Bei Haushaltsgeräten werden Fehlercodes dazu genutzt, dem Kundendienst erste Hinweise zu geben, in welcher Richtung ein Fehler vorliegen könnte. Der beauftragte Reparaturservice kann anhand des vom Kunden genannten Fehlercodes dem Techniker Ersatzteile bereitstellen, um so einen zügigen Reparaturablauf gewährleisten zu können. Generell dienen aber die Fehlermeldungen bei Haushaltsgeräten nur der ersten Orientierung des Technikers und müssen mit Fachkenntnis entsprechend validiert werden.